# Oreodera goudotii
Oreodera goudotii är en skalbaggsart som först beskrevs av White 1855.  Oreodera goudotii ingår i släktet Oreodera och familjen långhorningar. Inga underarter finns listade i Catalogue of Life.